# Dijkstra Toernooi
Het Dijkstra Toernooi is een jaarlijks terugkerend amateurvoetbaltoernooi dat plaatsvindt op het Sportcomplex 'T Meertenust van VV de Lauwers. Het toernooi is in 1987 begonnen als familietoernooi, maar is inmiddels een van de grotere amateurvoetbaltoernooien in de regio Noardeast-Fryslân, waarbij voornamelijk de omliggende dorpen tegen elkaar spelen. Het toernooi is verspreid over een vrijdag en zaterdag in juni, waarbij de damesteams op vrijdag spelen en de herenteams op zaterdag.
Tegenwoordig kent het toernooi 12 herenteams en 12 damesteams. Na afloop van beide dagen is er in de feesttent live muziek. 

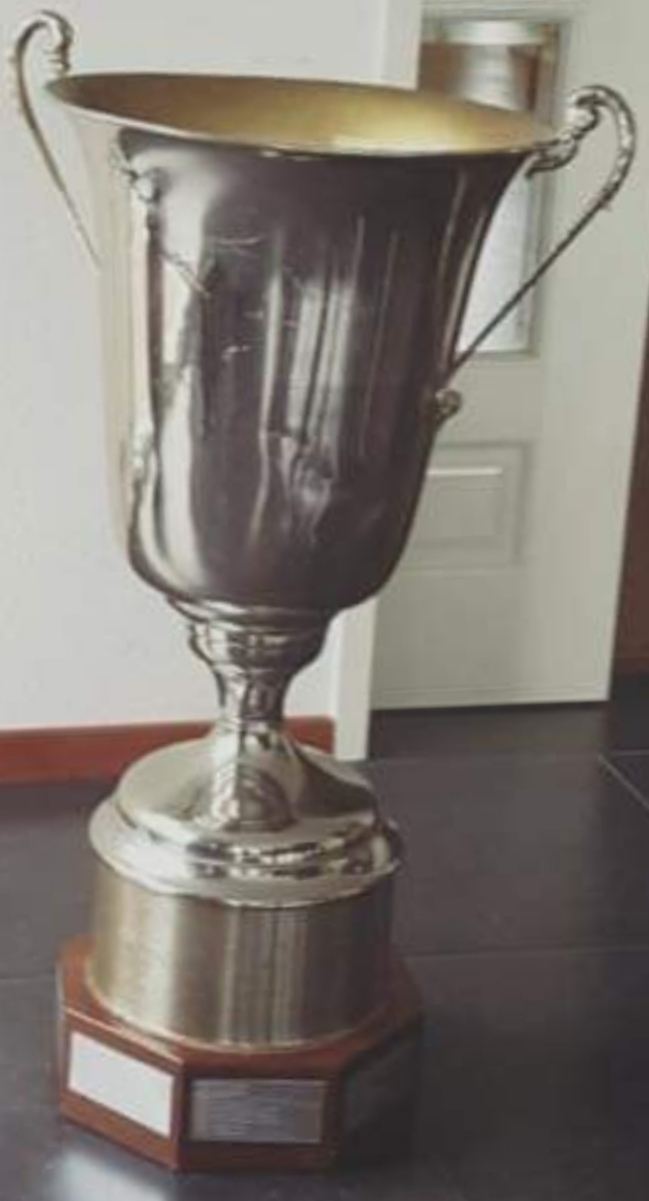
De grote wisselbeker, in gebruik sinds 1987.

## Geschiedenis
In 1987 is het herentoernooi voor het eerst georganiseerd. Destijds was het een familietoernooi waarbij er gevoetbald werd tussen verschillende dorpen uit de regio Kollumerland en Nieuwkruisland. Recordhouder van het toernooi is Warfstermolen (6x).
De winnaars van het Dijkstra herentoernooi zijn:
- 1987: Meijer Combinatie (Grijpskerk)
- 1988: Café 't Hus (Kollumerzwaag)
- 1989: Warfstermolen
- 1990: Grijpskerk
- 1991: Warfstermolen
- 1992: Café Sportzicht (Opende)
- 1993: Café Sportzicht (Opende)
- 1994: Dijkstra's
- 1995: DTT Triemen
- 1996: DTT Triemen
- 1997: Munnekezijl
- 1998: Burum
- 1999: Warfstermolen
- 2000: Café Sportzicht (Opende)
- 2001: Café Sportzicht (Opende)
- 2002: Café Sportzicht (Opende)
- 2003: Noordwolde
- 2004: Noordwolde
- 2005: Lauwerzijl
- 2006: Munnekezijl
- 2007: Warfstermolen
- 2008: Dijkstra's
- 2009: Warfstermolen
- 2010: Warfstermolen
- 2011: Auke's Dream Team
- 2012: Ter Veld Allstars
- 2013: Ter Veld Allstars
- 2014: Ter Veld Allstars
- 2015: VVSV'09
- 2016: Ter Veld Allstars
- 2017: Engwierum
- 2018: Engwierum
- 2019: Burum
- 2020: geen toernooi wegens de coronacrisis.
- 2021: geen toernooi wegens de coronacrisis.
- 2022: Dijkstra's
- 2023: Dijkstra's
- 2024: Dijkstra's
- 2025: Heemstra Boys

Het damestoernooi is voor het eerst in 2006 georganiseerd. Recordhouder van het toernooi is VV de Lauwers (6x).
De winnaars van het Dijkstra damestoernooi zijn:
- 2006: VV SIOS
- 2007: VV de Lauwers
- 2008: VV Zuidhorn
- 2009: SV de Marne
- 2010: VV de Lauwers
- 2011: VV de Lauwers
- 2012: VV de Lauwers
- 2013: VV de Lauwers
- 2014: VV SIOS
- 2015: VV VIOD
- 2016: All Stars (Buitenpost)
- 2017: All Stars (Buitenpost)
- 2018: EKC
- 2019: De Lauwers 3e helft
- 2020: geen toernooi wegens de coronacrisis.
- 2021: geen toernooi wegens de coronacrisis.
- 2022: VV de Lauwers
- 2023: Fc Grootegast
- 2024: Grijpskerk 1
- 2025: Zeester